# Kíla Lord Cassidy

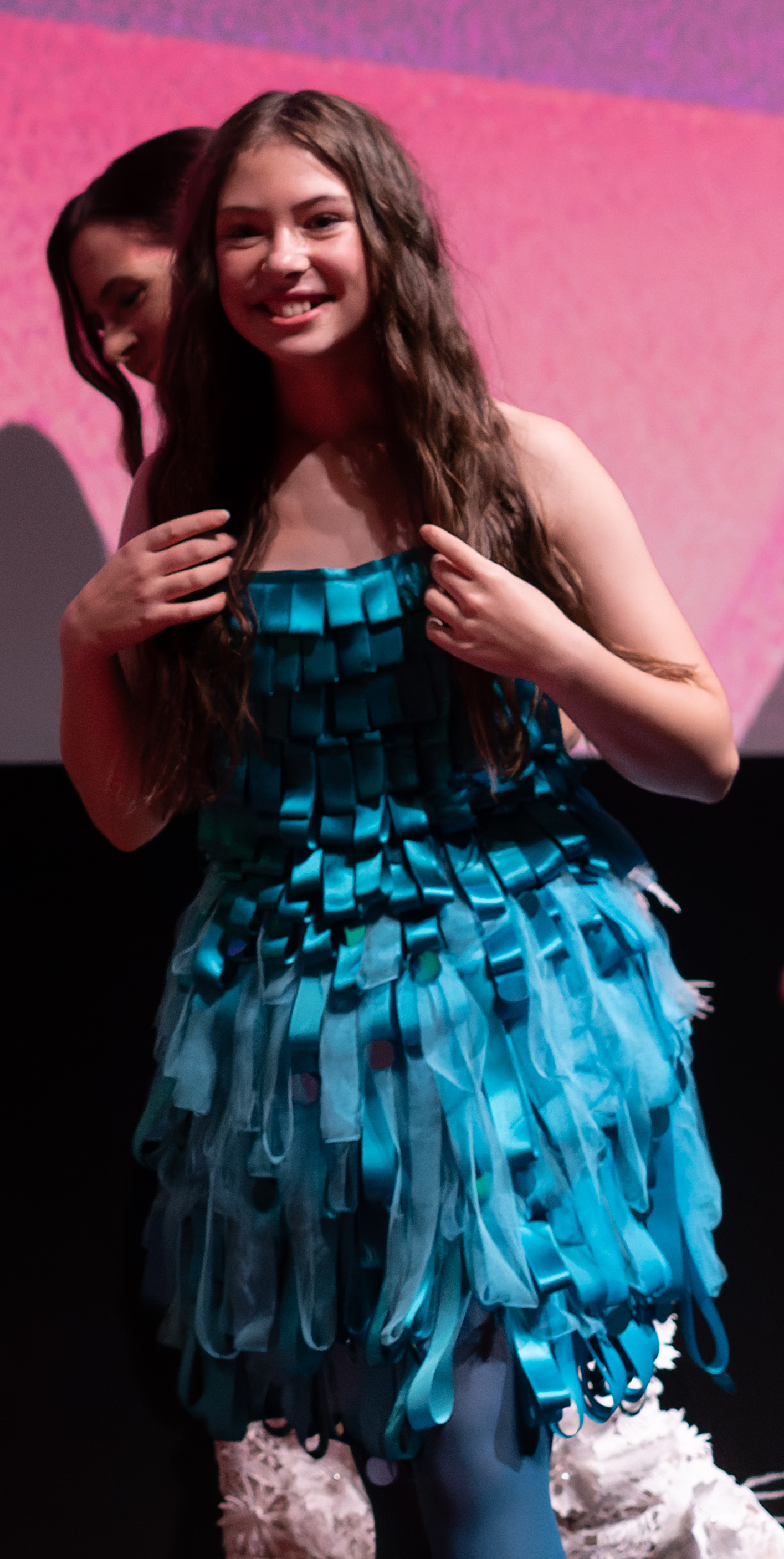
Kíla Lord Cassidy

Kíla Lord Cassidy (* 16. September 2009 in London) ist eine britische Kinderdarstellerin.

## Leben
Kíla Lord Cassidy ist die Tochter der irischen Schauspielerin Elaine Cassidy und des englischen Schauspielers Stephen Lord.
Nach einer kleineren Rolle in Ryūhei Kitamuras Action-Thriller The Doorman – Tödlicher Empfang und einer Hauptrolle in der Miniserie Viewpoint, erhielt sie eine Hauptrolle in Sebastián Lelios Film Das Wunder. In dem Film spielt sie Anna O’Donnell, ihre Mutter spielt ihre Filmmutter Rosaleen O’Donnell.

## Filmografie
- 2020: The Doorman – Tödlicher Empfang (The Doorman)
- 2021: Viewpoint (Fernsehserie, 5 Folgen)
- 2022: Das Wunder (The Wonder)

## Auszeichnungen
British Independent Film Award
- 2022: Nominierung als Beste Nachwuchsdarstellerin (Das Wunder)[3]